# 神奈川県立図書館
神奈川県立図書館（かながわけんりつとしょかん）は、神奈川県が図書館法に基づき設置する公共図書館である。1954年に横浜市に開館し、1958年には川崎市に神奈川県立川崎図書館が設置された。

## 神奈川県立図書館
神奈川県立図書館は、横浜市西区紅葉ケ丘に位置し、主に社会・人文系や神奈川に関する資料を集積する。

### 歴史

#### 開館前史
第二次世界大戦前には、図書館・博物館の機能を兼ねた神奈川県立金沢文庫が1930年に設立され、県内の図書館の中枢機能を担った。1934年には神奈川県図書館協会が建議書を知事に提出したことによって、県立図書館設立に向けた動きが始まるが、戦争により立ち消えになる。戦後の1949年、神奈川県は横浜市図書館（横浜市中央図書館の前身）を県の中央図書館として指定、同館が県立図書館としての機能・事業を代行することになった。
図書館法公布（1950年）を受け図書館設置の要望が高まると、県は講和記念事業として音楽堂とともに県立図書館を設置することを決め、1954年11月に開館した。これは日本の全都道府県立図書館の中で最後から2番目で、これにより未設置県は兵庫県（兵庫県立図書館、1974年開館）を残すのみとなった。

#### 閲覧・貸し出し廃止案からサービス存続、再整備へ
図書館では建物の老朽化と収蔵庫の不足、入館者の減少などが課題になっていた。
2012年11月、神奈川県教育委員会が策定した「神奈川県緊急財政対策」では、貸出、閲覧サービスの廃止が検討されたが、2013年2月、県民からの意見により、閲覧のサービスを存続させる方針転換が示され、2013年12月には黒岩知事により、建替えおよび改修、貸出についても維持する方向が表明された。

#### 新本館建設
2019年8月20日、新棟を建設するため、収蔵庫（旧高等職業技術校跡地）の解体工事を開始。2020年10月より新棟の建設工事が開始され、新棟の開館は2022年9月とされた。
2022年9月1日、新しい本館の開館式とオープニングイベントが開催された。

### 施設

#### 本館
2022年9月、紅葉ケ丘44にオープンした新たな本館は奥野設計の石井秀明により、旧本館の建築意匠との連続性を意識して設計された。敷地面積は1908平方メートル、建物は延べ3697平方メートルである。
ブックディレクターの幅允孝が神奈川県教育委員会顧問として図書館再整備に関わった。設計者の石井秀明は旧本館の特徴であるホローブリック（穴あきレンガ）と同様の効果とデザインを、有孔木パネルを用いて表現した。ロゴマークのデザインや館内のサイン計画はアートディレクターの木住野彰悟がつとめ、ホローブリックをモチーフとして文字に取り入れた。家具の編集は松澤剛がつとめ、新たな家具のデザインを中坊壮介と二俣公一に依頼した。旧本館で用いられた水之江忠臣デザインの椅子を製作したのと同じ天童木工が家具の一部を製作した。1階には猿田彦珈琲が運営するライブラリーショップとコーヒースタンドが設けられた。

#### 前川國男館
紅葉ケ丘9-2に建つかつての本館は、隣接する神奈川県立音楽堂や神奈川県立青少年センター、神奈川婦人会館とともに前川國男の設計によるもので、前川そして戦後日本建築の代表作と評価されている（DOCOMOMO JAPAN選定 日本におけるモダン・ムーブメントの建築）。地上2階建て地下1階で建物面積2988平方メートル。
2021年には、併設の音楽堂と共に神奈川県指定重要文化財に指定された。
2022年4月、新本館のオープンに先立ち設計者名を冠する「前川國男館」と改称され、休館した。「魅せる図書館」をコンセプトに、前川によるモダニズム建築の魅力、開放感のある吹抜け空間を活用し、記録フィルムの上映や貴重な資料の展示を行うスペースとして整備することとされ、2026年度中の供用が予定されている。
2024年10月、旧本館が改修される過程の一時期に潮田登久子が撮影した作品を集めた写真集『改修前 前川國男設計神奈川県立図書館』が上梓された。

#### 収蔵館
かつての新館「収蔵館」（地上4階建て地下3階建物面積8380平方メートル）は、1972年に建てられ、「歴史的価値のある文書・記録・行政資料その他必要な資料を収集、整理、保存して県民の利用に供する」ための神奈川県立文化資料館として利用された。1993年に神奈川県立公文書館に行政資料の収集提供の役割を引き継ぎ、文化資料館が閉館すると、県立図書館新館として運用された。収蔵スペース確保のため2023年度から2024年度まで改修工事を行い、2025年度以降に供用開始予定。

### コレクション
社会・人文系の資料、神奈川県に関する資料を中心に、特色のあるコレクションが収集されている。女性関係資料は、2015年にかながわ女性センターから移管されており、山川菊栄の旧蔵書や原稿等を集めた山川菊栄文庫、ジェンダーについての資料がある。神奈川資料は、神奈川県についての資料が収集されている。江戸時代の和書や開港関係資料、新聞の地域版など貴重な資料がある。そのほか、音楽評論家の野村光一による音楽関係資料からなる野村光一文庫などの特別コレクションもある。

### 事業

#### 手づくり紙芝居コンクール
1980年、神奈川県立図書館が第1回「神奈川県手づくり紙芝居コンクール」を開催し、1999年の第20回まで続いた。コンクールの継続を願う声があり、2000年5月30日に紙芝居文化推進協議会が設立された。2000年に第1回「手づくり紙芝居コンクール」が開催され、2019年に第20回を迎えた。2022年の第22回は神奈川県立青少年センターとの共催で開催された。2023年の第23回以降は横浜市歴史博物館が協力団体に加わった。

## 神奈川県立川崎図書館
神奈川県立川崎図書館は、川崎市に所在する神奈川県第2の県立図書館。

### 沿革
1959年1月12日、川崎区富士見2-1-4に開館した。横浜に県立図書館がすでに開館していることと、工業都市・川崎にあることから、開館当初から自然科学・工業・産業分野を重点とした資料収集・サービス方針を掲げている。1995年の川崎市立川崎図書館開館まで川崎区に市立図書館がなかったことから、1998年にリニューアルするまで地域の公共図書館としての役割も担った。リニューアル後は、「科学と産業の情報ライブラリー」と銘打ち、科学技術・工学・産業分野を前面に出すことになった。日本十進分類法の4・5・6類の資料が全蔵書の大部分を占める。開館直後から収集されている会社史コレクションは、社史閲覧室に排架され、産業史・技術史の貴重な資料として知られる。「県知的所有権センター県立川崎図書館支部」として特許情報の提供も行う。

### 廃止検討から移転存続へ
2017年に建物の賃貸契約（貸主は川崎市、借主は神奈川県）が終了することに伴い、神奈川県教育委員会は同館の廃止を検討していることを2012年11月に明らかにした。しかし反対の声が多かったために、2013年2月に廃止の撤回が表明され、企業支援分野に特化させて川崎市内に存続することとなった。ただし、川崎市が同地区の再編整備計画を掲げているため同館を借り続けることはできず、かながわサイエンスパーク（略称KSP、川崎市高津区）に移転することとなった。
移転のため、2017年10月から11月まで一部フロアのみ開館（貸出・予約などのサービスは休止）、2017年12月1日から2018年5月中旬まで休館した。
2018年5月15日、かながわサイエンスパークに「ものづくり情報ライブラリー」として再開館した。5月14日には、記念式典と内覧会が開催された。
閲覧室は西棟2階に、書庫兼事務室はR&D棟2階に置かれている。
旧図書館にあった雑誌のすべてと図書の計約28万冊はかながわサイエンスパークに、図書約13万冊は外部書庫に移された。国内の公共図書館としては初めて電子ジャーナルのポータルサイトを導入し、Elsevier社のScopusと米国電気電子学会（IEEE）のコンテンツが利用できる。

## 参考資料
- 石井敬士・大内順・大塚敏高『神奈川県の図書館』東京堂出版、2000年。ISBN 4490204175

## 関連資料
- 神奈川県立図書館視聴覚部 編『神奈川県手づくり紙芝居コンクール20周年記念誌 「手づくり」の魅力を追って』神奈川県立図書館視聴覚部、1999年。国立国会図書館書誌ID:000002851149
- 『改修前　前川國男設計神奈川県立図書館』猿田彦珈琲株式会社、2024年。国立国会図書館書誌ID:033870026